# Silvano Piovanelli
Silvano Piovanelli (Ronta di Mugello, 21 februari 1924 – Florence, 9 juli 2016) was een Italiaans geestelijke en een kardinaal van de Rooms-Katholieke Kerk.
Piovanelli ging toen hij elf jaar oud was naar het seminarie van Florence en zou daar in totaal twaalf jaar blijven, tot hij op 13 juli 1947 het sacrament van de priesterwijding ontving. Hij werkte vervolgens een jaar als kapelaan om in 1948 benoemd te worden tot vice-rector van het kleinseminarie van Florence. Van 1960 tot 1979 werkte hij als parochiepastoor in Castelfiorentino. In 1966 was hij als Kapelaan van Zijne Heiligheid al tot monseigneur verheven. Van 1979 tot 1982 was hij vicaris-generaal van het aartsbisdom Florence.
Op 28 mei 1982 werd Piovanelli benoemd tot hulpbisschop van Florence en tot titulair bisschop van Tubunae in Mauretania. Zijn bisschopswijding vond plaats op 24 juni 1982. Op 18 maart 1983 werd hij benoemd tot aartsbisschop van Florence.
Piovanelli werd tijdens het consistorie van 25 mei 1985 kardinaal gecreëerd. Hij kreeg de rang van kardinaal-priester. Zijn titelkerk werd de Santa Maria delle Grazie a Via Trionfale.
In 1998 verzette Piovanelli zich hevig, maar tevergeefs, toen de gemeenteraad van Florence het huwelijk wilde openstellen voor mensen van hetzelfde geslacht.
Piovanelli ging op 21 maart 2001 met emeritaat.
- Gemeinsame Normdatei: 131595857
- International Standard Name Identifier: 0000 0000 8083 3248
- Library of Congress Control Number: n96110433
- Nationale Bibliotheek van Tsjechië: jcu2010600194
- Nationale Bibliotheek van Israël: 987007458445305171
- Istituto Centrale per il Catalogo Unico: CFIV065140
- Système universitaire de documentation: 079714676
- Virtual International Authority File: 3609445
- WorldCat: E39PBJqBptVFrQ3pRHRpcyFtKd